# Hoe kan ik schreeuwen zonder mond
Hoe kan ik schreeuwen zonder mond is een sciencefictionverhalenbundel uit 1977 van de Amerikaanse schrijver Harlan Ellison. De bundel werd samengesteld voor Bruna SF door Aart C. Prins.

## Korte verhalen
1. De zilveren gang (The Silver Corridor, 1956)
2. De kerstman contra S.P.I.D.E.R. (Santa Claus vs. S.P.I.D.E.R., 1969)
3. Slapend, met roerloze handen (Asleep: With Still Hands, (The Sleeper with Still Hands) , 1968)
4. "Schaam je, Harlekijn", zei de tiktakman ("Repent, Harlequin", Said the Ticktockman, 1965)
5. Ernst en de machinegod (Ernest and the Machinegod, 1968)
6. Een pad door de duisternis (A Path through the Darkness, 1963)
7. Hoe kan ik schreeuwen zonder mond (I Have No Mouth and I Must Scream, 1967)